# Эмлебен
Эмлебен (нем. Emleben) — община в Германии, в земле Тюрингия. 
Входит в состав района Гота. Подчиняется управлению Апфельштедтауэ.  Население составляет 762 человека (на 31 декабря 2010 года). Занимает площадь 10,98 км².